# Svoboda govora
Svoboda govora  je načelo, ki podpira svobodo posameznika ali skupnosti, da izraža svoja mnenja in misli brez strahu pred povračilnimi ukrepi, cenzuro ali pravnimi sankcijami. Včasih se kot sopomenka uporablja izraz svoboda izražanja, ki pa vključuje vsako iskanje, prejemanje ali posredovanje informacij in misli, ne glede na uporabljeno komunikacijsko sredstvo.
Svoboda izražanja je priznana kot človekova pravica v 19. členu Splošne deklaracije o človekovih pravicah (SDČP, UDHR – Universal Declaration of Human Rights) in je priznana tudi v mednarodnem pravu človekovih pravic, vključno z Evropsko konvencijo o človekovih pravicah (EKČP, ECHR – European Convention on Human Rights) in Mednarodnim paktom o državljanskih in političnih pravicah (MPDPP, ICCPR – International Covenant on Civil and Political Rights). 19. člen SDČP določa, da ima »vsakdo pravico do svobode mnenja in izražanja; ta pravica vključuje svobodo imeti mnenje brez vmešavanja ter svobodo iskati, sprejemati in širiti informacije in ideje na kakršenkoli način in ne glede na meje.« Različica 19. člena v ICCPR je to pozneje dopolnila z navedbo, da je uresničevanje teh pravic povezano s »posebnimi dolžnostmi in odgovornostmi« in je zato »lahko predmet nekaterih omejitev«, kadar je to potrebno »[z]aradi spoštovanja pravic ali ugleda drugih« ali »[z]a zaščito nacionalne varnosti ali javnega reda, javnega zdravja ali morale.«
Svoboda govora in izražanja se zato ne priznava kot absolutna, pogoste omejitve ali meje svobode govora pa se nanašajo na obrekovanje, nespodobnost, pornografijo, ščuvanje k prevratu, spodbujanje nestrpnosti in sovraštva, razkrivanje zaupnih informacij, kršitev avtorskih pravic, razkrivanje poslovnih skrivnosti, označevanje živil, pravico do zasebnosti, pravico do dostojanstva, pravico do pozabe, javno varnost in krivo izpovedbo. Utemeljitve zanje vključujejo načelo neškodovanja, ki ga je v knjigi O svobodi predlagal John Stuart Mill in ki pravi, da je »edini namen, s katerim je mogoče upravičeno izvajati oblast nad katerim koli članom civilizirane skupnosti proti njegovi volji, preprečevanje škode drugim.«
Pri upravičevanju omejitev govora se uporablja tudi »načelo užaljenosti«, ki opredeljuje omejitve izražanja glede na to, ali se šteje za žaljivo za družbo, ob upoštevanju dejavnikov, kot so obseg, trajanje, motivi govorca in možnost, da bi se temu izognil. Z razvojem digitalne dobe postaja uporaba svobode govora spornejša, saj se pojavljajo nova komunikacijska sredstva in omejitve, na primer projekt Zlati ščit, pobuda ministrstva za javno varnost kitajske vlade, ki filtrira potencialno neprikladne podatke iz tujih držav.